# Estación Huinganes
Huinganes es una estación de ferrocarril que se ubica en la comuna chilena de Constitución en la Región del Maule. Esta estación es detención del ramal Talca-Constitución, de trocha métrica (1000 m). El servicio de pasajeros, actualmente Tren Talca-Constitución, a principios de la década de 1990 corría con automotores Schindler. Posteriormente se han ocupado automotores Ferrostaal, hasta la fecha de hoy. Los busescarril Ferrostaal generalmente llevan una composición de un coche motor (ADIt) y un remolque (AIt).

## Toponimia
El origen del nombre de la estación proviene del huingán, palabra de origen quechua que se utiliza para definir a un arbusto de la familia de las anacardiáceas, de flor blanca pequeña y frutos negros que crece en lugares secos de Chile.

## Historia
La estación fue inaugurada en 1897, formando parte de los últimos tramos abiertos del ramal hasta la construcción del puente que cruza el río Maule. En el otoño de 1939 fue inaugurado el edificio que alberga actualmente a la estación, consistente en un solo volumen que alberga de manera separada al edificio de pasajeros y la casa del jefe de estación; su estructura exterior se asemeja más a las de zonas lluviosas del sur, a diferencia del estilo arquitectónico rural predominante en las otras estaciones del ramal.
Según Santiago Marín Vicuña la estación se ubica a una altitud de 20 m s. n. m.

## Servicios actuales
- Regional Talca-Constitución